# Łeonid Hajdarży
Łeonid Wasylowycz Hajdarży, ukr. Леонід Васильович Гайдаржи, ros. Леонид Васильевич Гайдаржи, Leonid Wasiljewicz Gajdarżi (ur. 20 maja 1959 w Dmytriwka, w obwodzie odeskim) – ukraiński piłkarz pochodzenia bułgarskiego, grający na pozycji obrońca, a wcześniej napastnika, trener piłkarski.

## Kariera piłkarska

### Kariera klubowa
Wychowanek Szkoły Piłkarskiej w Dmytriwce. Pierwszy trener - Alik Abakarow. W 1976 rozpoczął studia w Odeskim Państwowym Uniwersytecie na wydziale fizyki. Podczas nauki bronił barw studenckiej reprezentacji, kierowanej przez trenera Ołeksija Popiczko. W 1980 w jednym z towarzyskich meczów z drużyną rezerw Czornomorca Odessa został zauważony przez głównego trenera Nikitę Simoniana, który zaproponował mu przejść na profesjonalny poziom. W 1980 roku rozpoczął karierę piłkarską w składzie drużyny rezerw Czornomorca w meczu z Torpedem Moskwa, w którym z jego asysty Jurij Horiaczew strzelił gola. Chcąc grać w podstawowym składzie w 1982 przeniósł się do SKA Odessa. Latem 1982 przeszedł do Krystału Chersoń, dokąd zaprosił go trener Wiktor Zubkow. Na początku 1986 trener Wiktor Prokopenko, z którym pracował wcześniej w drużynie rezerw, przywrócił go do Czornomorca Odessa. 20 marca 1986 debiutował w Wysszej Lidze w meczu z Zenitem Leningrad (1:0). W 1989 został piłkarzem Tawrii Symferopol, którą trenował były piłkarz Czornomorca Mykoła Pawłow. W 1990 powrócił do Krystału Chersoń. Latem 1992 przez konflikt z prezesem Krystału zmienił klub na Nywę Winnica, której pomógł zdobyć awans do najwyższej klasy rozgrywek. 11 listopada 1993 roku debiutował w Wyszczej Lidze w meczu z Szachtarem Donieck (2:2). Podczas przerwy zimowej sezonu 1996/97 został zaproszony przez trenera Ołeksandra Tomacha do Metałurha Zaporoże. Potem klub rozpoczął "odmłodzenie" składu i piłkarz przeniósł się do Desny Czernihów, którą trenował były trener Nywy Juchym Szkolnykow. Po zakończeniu sezonu 1997/98 w wieku 39 lat postanowił zakończyć karierę piłkarską.

## Kariera trenerska
Jeszcze będąc piłkarzem rozpoczął pracę trenerską. Kiedy na początku 1992 stanowisko głównego trenera Krystału Chersoń objął Ihor Hamuła, na swojego asystenta właśnie wskazał na Hajdarży. Kiedy w kwietniu 1992 podał się do dymisji obowiązki głównego trenera przyjął Hajdarży, który kierował drużyną ostatnie 9 meczów do końca sezonu również grając w niej. Potem występując w Nywie Winnica wchodził do sztabu szkoleniowego kierowanego przez Juchyma Szkolnykowa, Jurija Kowala i Serhija Morozowa. W latach 1995—1996 studiował w Wyższej Szkole Trenerskiej Ukrainy, uzyskując kwalifikację trenera wyższej kategorii w piłce nożnej. W sezonie 1997/98 już grając w Desnie Czernihów również pełnił funkcje trenerskie. Od lata 1998 po zakończeniu kariery piłkarskiej pomagał trenować FK Nywa, a zimą 1999 objął stanowisko głównego trenera. W kwietniu 2000 podał się do dymisji. Następnie od czerwca 1998 do maja 2000 pomagał Jurijowi Kowal trenować Zirkę Kirowohrad. W 2001 został zaproszony przez trenera Anatolija Azarenkowa do sztabu szkoleniowego Czornomorca Odessa. Najpierw pomagał szkolić piłkarzy, a od października 2002 do lutego 2003 pracował na stanowisku głównego trenera. Potem do grudnia 2004 kontynuował pracę jako asystent trenera. W 2003 roku otrzymał licencję trenera kategorii "A" w piłce nożnej. Od lata 2005 prowadził MFK Mikołajów. W maju 2007 roku został zwolniony z zajmowanego stanowiska. Od 2008 trenował dzieci w SDJuSzOR Czornomoreć Odessa, a w grudniu 2008 został wybrany na dyrektora tej szkoły. Od 25 sierpnia 2017 również pełnił obowiązki głównego trenera klubu Żemczużyna Odessa.

## Sukcesy i odznaczenia

### Sukcesy klubowe
- mistrz Pierwoj ligi ZSRR: 1987
- mistrz Perszej lihi Ukrainy: 1993
- finalista Pucharu Ukrainy: 1996

### Odznaczenia
- tytuł Mistrza Sportu ZSRR: 1987
- tytuł Mistrza Sportu Ukrainy: 1996